# 千善乡
千善乡，是中华人民共和国江西省抚州市广昌县下辖的一个乡镇级行政单位。

## 行政区划
千善乡下辖以下地区：
千善村、大磜村、上堡村、高洲村和盖竹村。